# 長節吻紅螢
長節吻紅螢（学名：Lycostomus crassus）为紅螢科吻紅螢屬下的一个种。